# Karl-Heinz Dörrie
Karl-Heinz Dörrie (* 5. Februar 1937 in Korbach; † 8. Mai 2025) war ein deutscher Politiker (SPD) und Abgeordneter des Hessischen Landtags.

## Leben
Dörrie absolvierte von 1955 bis 1957 eine Landwirtschaftslehre und besuchte danach bis 1961 eine Ingenieurschule. Er arbeitete danach als Agraringenieur in Twiste. Er war ab 1972 Mitglied der SPD und gehört seit 1977 dem Kreistag von Waldeck-Frankenberg an. Ab 1985 war er Kreistagsvorsitzender. Von 1961 bis 1991 war er für die Sachbearbeitung und die Fachbereichsleitung für Siedlungs- und Agrarstruktur verantwortlich. Erstmals wurde Dörrie 1991 für den Wahlkreis Waldeck-Frankenberg I in die 13. Wahlperiode des Landtags gewählt. Er gehörte diesem vom 5. April 1991 bis zum Ende der 15. Wahlperiode am 4. April 2003 an. Im Landtag war er von 1991 bis 1995 Mitglied im Ausschuss für Wirtschaft und Technik. Außerdem gehörte er den Ausschüssen für Jugend, Familie und Gesundheit und für Landwirtschaft, Forsten und Landesentwicklung an, denen er auch in der nächsten Wahlperiode von 1995 bis 1999 angehörte. Dann war er von 1995 bis 1999 auch stellvertretender Vorsitzender im Ausschuss für Landwirtschaft, Forsten und Naturschutz.